# Андрю Вивиан
Андрю Вивиан (на английски: Andrew Vivian) (1759 – 1842) е корнуолски инженер, изобретател и ръководител на известната мина Долкът в Корнуол.
В сътрудничество с братовчед си Ричард Тревитик, изобретателя на парния двигател под „високо налягане“ и предприемача Дейвис Гиди, Вивиан финансира производството на първия парен вагон и официално му е даден патент за двигатели под високо налягане за употреба на stationary локомотиви през март 1802.

## История
През 1801 Тревитик завършва първия цялостен локомотив в Камборн и го демонстрира на публиката в навечерието на Коледа под управлението на Вивиан. През първия ден тръгва по улиците и изкачва много стръмния Бийкън Хил. На следващия ден слиза до село Крейн, така че семейството на Вивиан, което живее там да го види. В по-нататъшния опит, една седмица по-късно, машината се преобръща в коловоз. Издърпана е в депото, докато Тревитик и Вивиан се наобядват в близката кръчма; при тяхното завръщане котелът горял на сухо и огънят пламва по дървената облицовка на машината.